# 鍾尚志
鍾尚志教授，前香港中文大學醫學院院長，SARS抗疫英雄之一，有「香港內窺鏡之父」之稱。

## 學歷
- 香港華仁書院
- 愛爾蘭皇家外科醫學院（1980年）

## 經歷
- 1960年：畢業於香港立本學校（幼稚園部）[1]（該校全名「楊立本學校」）
- 1966年：畢業於寶血小學[2]
- 1966年：入讀香港華仁書院[3][4]
- 1973年：香港華仁書院中七畢業
- 1973年：入讀香港大學[5]
- 1980年：於愛爾蘭皇家外科學院以一級榮譽的成績畢業，回港後到廣華醫院習外科
- 1984年：加入威爾斯親王醫院
- 1993年：引入腹腔鏡技術，並開拓香港中文大學外科內窺鏡中心
- 1999年-2004年：香港中文大學醫學院院長
- 2001年：與沈祖堯教授因1990年代合作研究胃潰瘍及幽門螺旋菌，得到「二零零一年度傑出領袖選舉創意獎」
- 2003年：非典型肺炎（SARS）在香港爆發，衛生福利及食物局局長楊永強多番表示香港沒有爆發肺炎及「沒有證據顯示病毒擴散至社區」，並希望傳媒能夠澄清。鍾尚志在楊永強召開3月14日記者招待會之後三天，向傳媒披露非典型肺炎個案其實已經有100多宗，其中十多名病人來自社區，「擔心病毒已在社區爆發」。後來他回顧自己堅持公佈疫情一事時如此說：「可能政府官員覺得我多事，但作為醫生覺得病人正面對疫症爆發的危機，社會亦有爆發危機，就要出聲，不能坐視不理」。
- 2003年：與沈祖堯教授獲得《星島日報》的「二零零三年傑出領袖獎」。
- 2004年：辭去中大醫學院院長一職，前往巴布亞新畿內亞行醫，在摩爾斯貝港唯一的急症醫院（Port Moresby General Hospital）擔任外科部主管及醫學院外科系教授，他解釋："You can pretend to care, but you cannot pretend to be there." 強調要走到有需要的人當中，直接服務他們及跟他們一起生活，才算是切切實實地關懷（care）別人。
- 2005年：接受《鏗鏘集—做個好醫生》訪問時指自己「就算再發生一百次都會這樣做（揭發非典型肺炎爆發），有危難時出來敲響警鐘，是醫生和學者應該做的，我義無反顧。」並表示到第三世界國家行醫是「從年青時已一直想做的事」。同年著作《刀下留人》（The Kindest Cut）出版。
- 2008年：獲「國家科學技術進步獎」二等獎，著作《刀下再留人》出版。
- 2012年：接受中學生成長課程「共創成長路 （页面存档备份，存于）」訪問，讓中學生透過了解他的工作和人生觀，探討理想工作的條件，反思人生意義。
- 2013年：著作《刀下閒情》出版。

## 家庭
鍾尚志的太太是挪威籍醫生，她沒有隨他到巴布亞新畿內亞，但在2005年10月曾專程前往探望他；至於2名女兒則分別在挪威和英國讀大學。